# Vedra
Vedra è un comune spagnolo di 5 043 abitanti situato nella comunità autonoma della Galizia.
Il comune si trova al confine con la provincia di Pontevedra, confine segnato dal fiume Ulla.
Si divide in 12 parrocchie e il capoluogo è nella località di Río Ulla.